# Petros Burndulis
Petros Burndulis (gr. Πέτρος Μπουρντούλης; ur. 27 lipca 1969) – grecki zapaśnik walczący w stylu wolnym. Dwukrotny olimpijczyk. Ósmy w Atlancie 1996 i jedenasty w Barcelonie 1992. Startował w kategorii 100–130 kg.
Zajął dwudzieste czwarte miejsce na mistrzostwach świata w 1995. Szósty na mistrzostwach Europy w 1992 i 1995 roku.
- Turniej w Barcelonie 1992 - 100 kg

Przegrał z Subhashem Vermą z Indii i Niemcem Heiko Balzem i odpadł z turnieju.
- Turniej w Atlancie 1996 - 130 kg

Zwyciężył Micka Pikosa z Australii i Kanadyjczyka Andy Borodowa a przegrał z Białorusinem Alaksiejem Miadzwiedzieuem, Kirgizem Aleksandrem Kowalewskim i w pojedynku o siódme miejsce z Ukraińcem Merabem Walijewem.